# Ljugarn
Ljugarn är en tätort (småort 2015-2020) i Gotlands kommun i Gotlands län. Strax norr om orten ligger fiskeläget Vitvär och naturreservatet Folhammar. 2015 förlorade Ljugarn sin status som tätort på grund av folkmängden minskat till under 200 personer, men klassades åter som tätort vid avgränsningen 2023..

## Etymologi
Namnet Ljugarn är känt sedan 1646 då det skrevs Lougards hamn och 1695 är orten omnämnd som Långgarns hamn. Efterleden garn är känd från flera gotländska ortnamn och betyder "tarm" och används i överförd betydelse om uddar. Förledets ursprung är dunkelt. En vanlig tolkning är den ljusa udden.

## Historia
Ljugarn är en gammal hamn belägen på gränsen mellan Sudertredingen och Medeltredingen. På 1600-talet byggdes en kalkugn nere vid hamnen och i början av 1700-talet ytterligare en, "Storugn", vars ruiner ännu står kvar. På 1720-talet antas den byggnadsminnesmärkta Strandridaregården ha uppförts; den siste strandridaren lämnade Ljugarn 1822.

### Handel
Fram till 1800-talet exporterades kalk, kalksten, tjära och trävaror från Ljugarns hamn. 1880 släcktes "Storugnen" och kalkbränningen var därmed ett avslutat kapitel. Rester efter kalkugnar finns fortfarande kvar vid hamnen. 1828 fick Handelshuset Donner tillstånd att bedriva handel på orten. Efter att Donners försattes i konkurs 1845 kom handeln att domineras av Olof Gottfrid Claudelin och två efterföljande generationer Claudelin. Det "Claudelinska huset" finns kvar centralt i samhället med ett större kalkstenshus från 1600-1700-talet ombyggt cirka 1870.

### Badort
De första badgästerna i Ljugarn brukar anses vara Adolf Hauffman, lärare i Stockholm men bördig från Östergarn, och hans vän Sigurd Bolin, 1887. De marknadsförde också Ljugarn, som blev den första badorten på Gotland. Gotland hade blivit populärt bland tidens societet genom prinsessan Eugénie som bodde i Västerhejde på västra ön sedan 1860-talet. Ljugarn blev en elegant badort; stora sommarvillor uppfördes längs "Strandvägen" och 1930 återfanns inte mindre än fem badpensionat i Ljugarn, däribland Ljugarns pensionat, Pensionat Lövängen och Pensionat Bringsarve.
Bland Ljugarns kända sommargäster räknas bland andra under ett drygt halvt sekel borgarrådet Yngve Larsson, som uppförde fastigheten "Barnarve" 1919. Konstnären Louis Sparre uppförde 1914 det närbelägna "Sandarve". Bland de tidiga badgästerna märks även amiralen och marinmålaren Jacob Hägg. 1912 bygges Tallunden, en sommarvilla i jugendstil med glasveranda och under 1920-talet tillkom Ljugarns badpensionat, pensionat Lövängen och pensionat Bringsarve.
Ljugarns semesterby grundades 1955 som Vitvärs semesterby och var då den första i sitt slag på Gotland. 1953 bildades "Föreningen Ljugarn", medlem i Gotlands hembygdsförbund. Föreningen äger en bastubyggnad med framträdande läge söder om sandstranden, samt en stolpkvarn.
Ljugarn blev 1952 lotsplats, hamn, fiskeby och centralort i Ljugarns landskommun.

### Befolkningsutveckling
| Befolkningsutvecklingen i Ljugarn 1960–2015 | Befolkningsutvecklingen i Ljugarn 1960–2015 | Befolkningsutvecklingen i Ljugarn 1960–2015 | Befolkningsutvecklingen i Ljugarn 1960–2015 | Befolkningsutvecklingen i Ljugarn 1960–2015 |
| ------------------------------------------- | ------------------------------------------- | ------------------------------------------- | ------------------------------------------- | ------------------------------------------- |
|                                             |                                             |                                             |                                             |                                             |
| År                                          |                                             |                                             | Folkmängd                                   | Areal (ha)                                  |
| 1960                                        | 1960                                        |                                             | 329                                         |                                             |
| 1965                                        | 1965                                        |                                             | 308                                         |                                             |
| 1970                                        | 1970                                        |                                             | 281                                         |                                             |
| 1975                                        | 1975                                        |                                             | 255                                         |                                             |
| 1980                                        | 1980                                        |                                             | 251                                         | 149                                         |
| 1990                                        | 1990                                        |                                             | 262                                         | 152                                         |
| 1995                                        | 1995                                        |                                             | 276                                         | 153                                         |
| 2000                                        | 2000                                        |                                             | 295                                         | 154                                         |
| 2005                                        | 2005                                        |                                             | 275                                         | 155                                         |
| 2010                                        | 2010                                        |                                             | 238                                         | 155                                         |
| 2015                                        | 2015                                        |                                             | 198                                         | 192#                                        |
| Anm.: Ej tätort 2015. # Som småort.         |                                             |                                             |                                             |                                             |

## Samhället

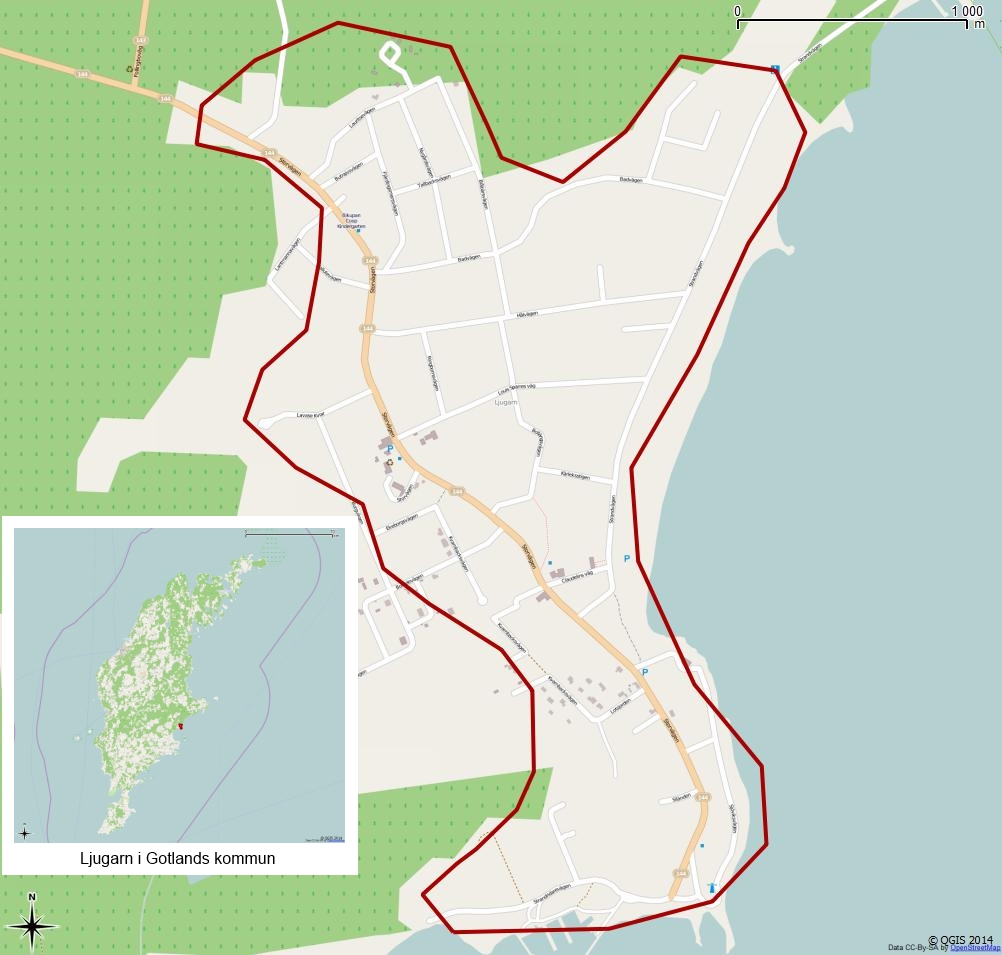
Tätorten Ljugarns avgränsning 1990.

Inne i Ljugarn finns en långgrund sandstrand som är cirka 1 500 m lång och en av Gotlands längsta. I samhället finns sedan tidigt 1900-tal bland annat pensionat, restauranger, vandrarhem, Konsumbutik och konditori.
Logi återfinns i form av hotell, gästhamn, pensionat, B&B, stugor, camping och flera vandrarhem (däribland Strandridaregården vid hamnen i Svenska Turistföreningens regi). Till de möjliga förströelserna kan räknas Ljugarns golfklubb. och ett antal mindre museer i regi av föreningen "Ljugarns kulturudde".

## Fotogalleri

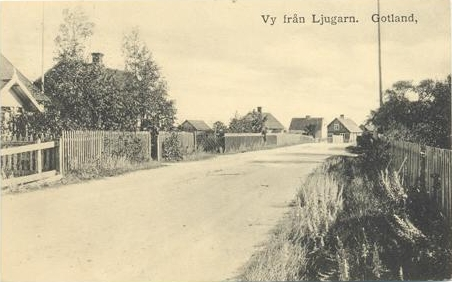
Storvägen, cirka 1913.
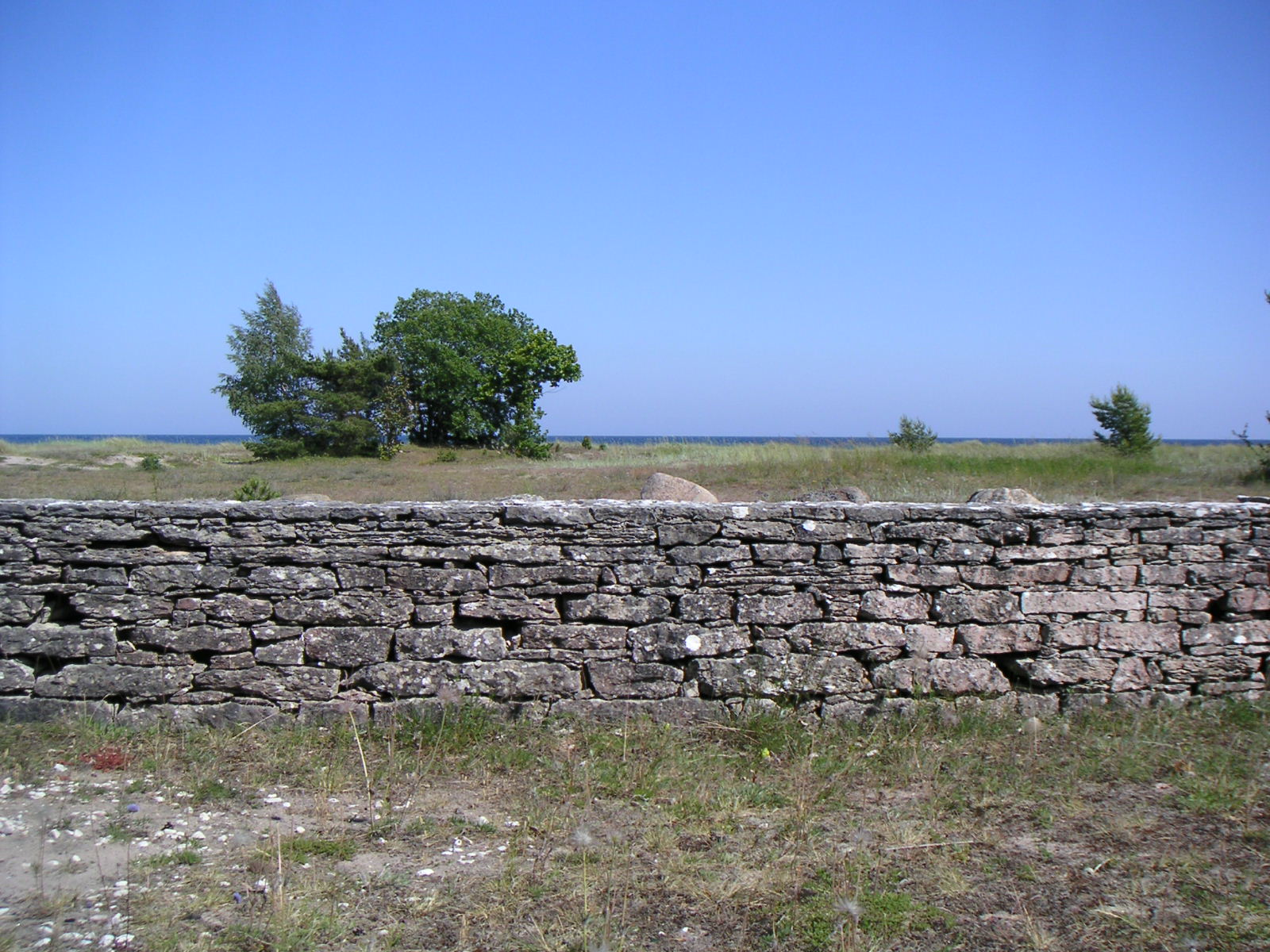
Ljugarns strandhed längs "Strandvägen", bakom vasten vid Barnarve, 2004.
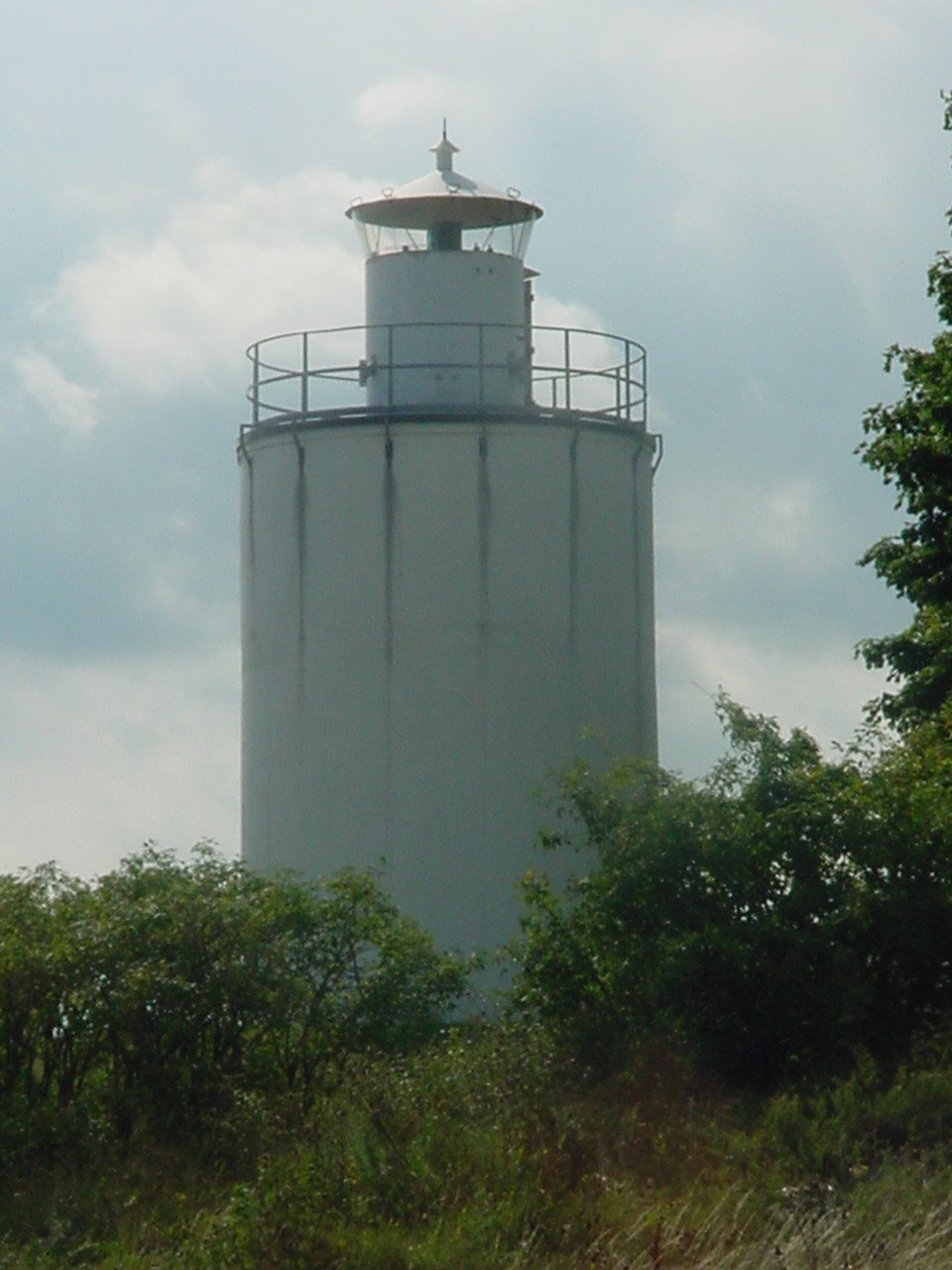
Ljugarns fyr.
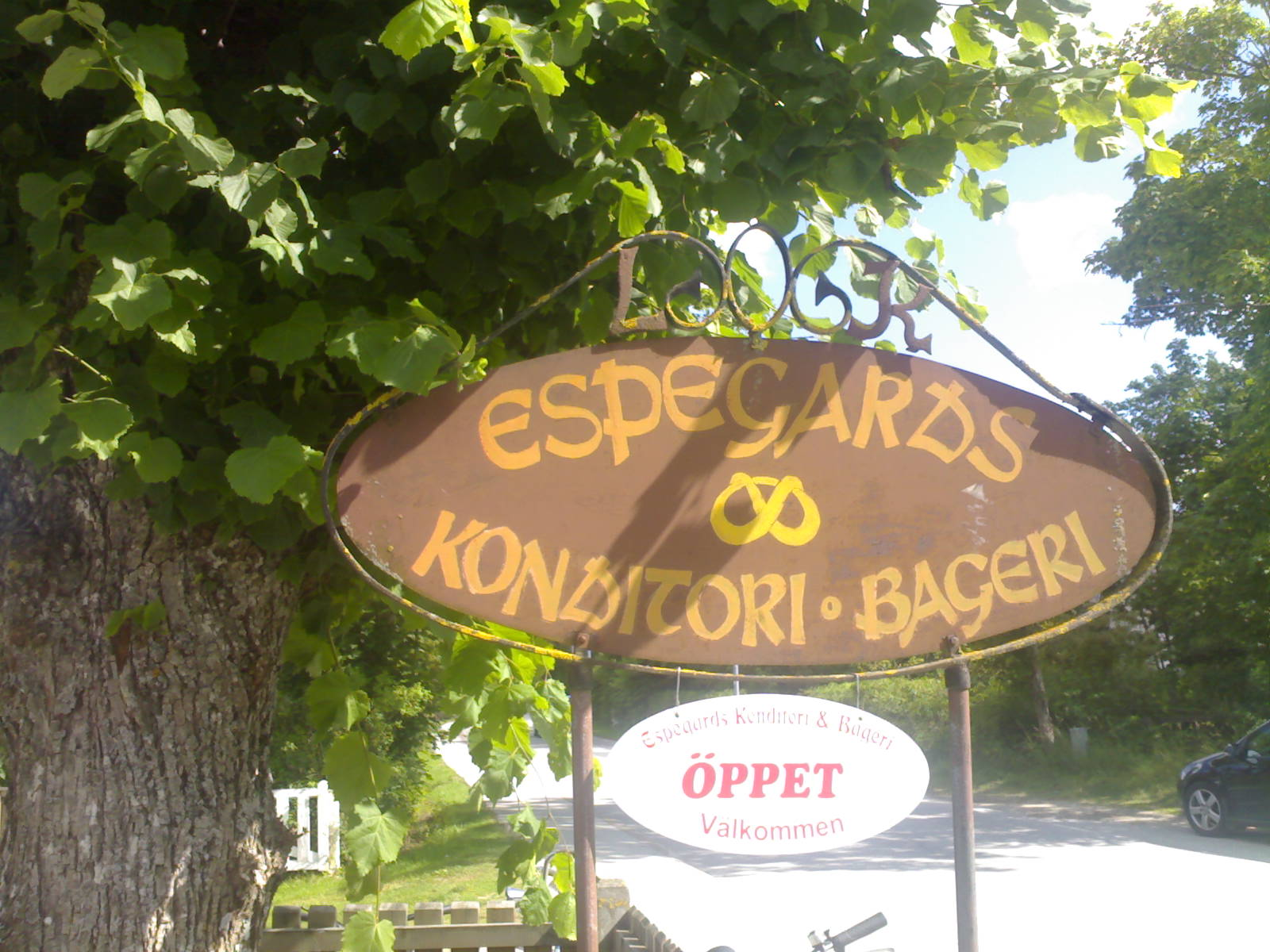
Espegards konditori.
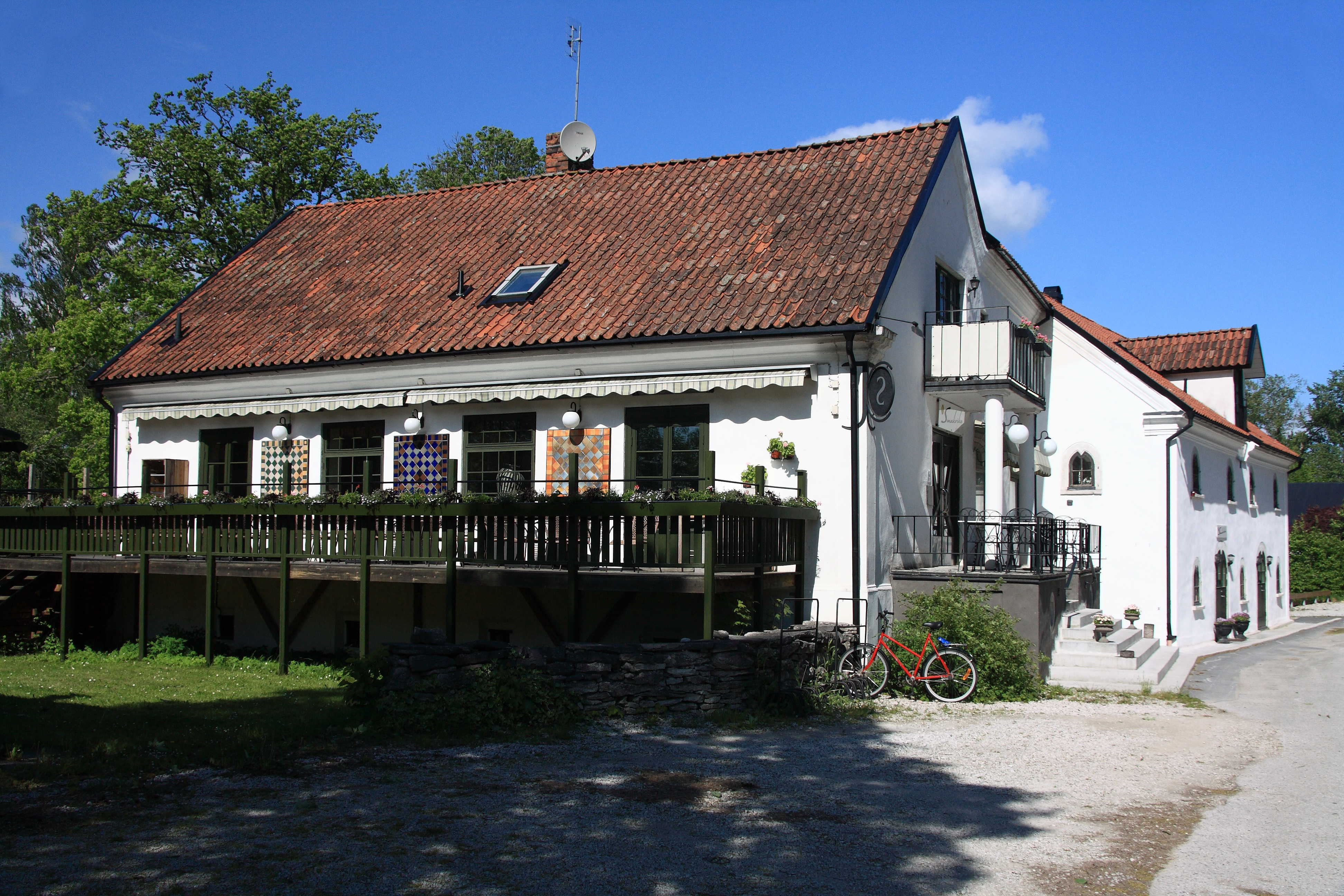
Smakrike krog & logi.
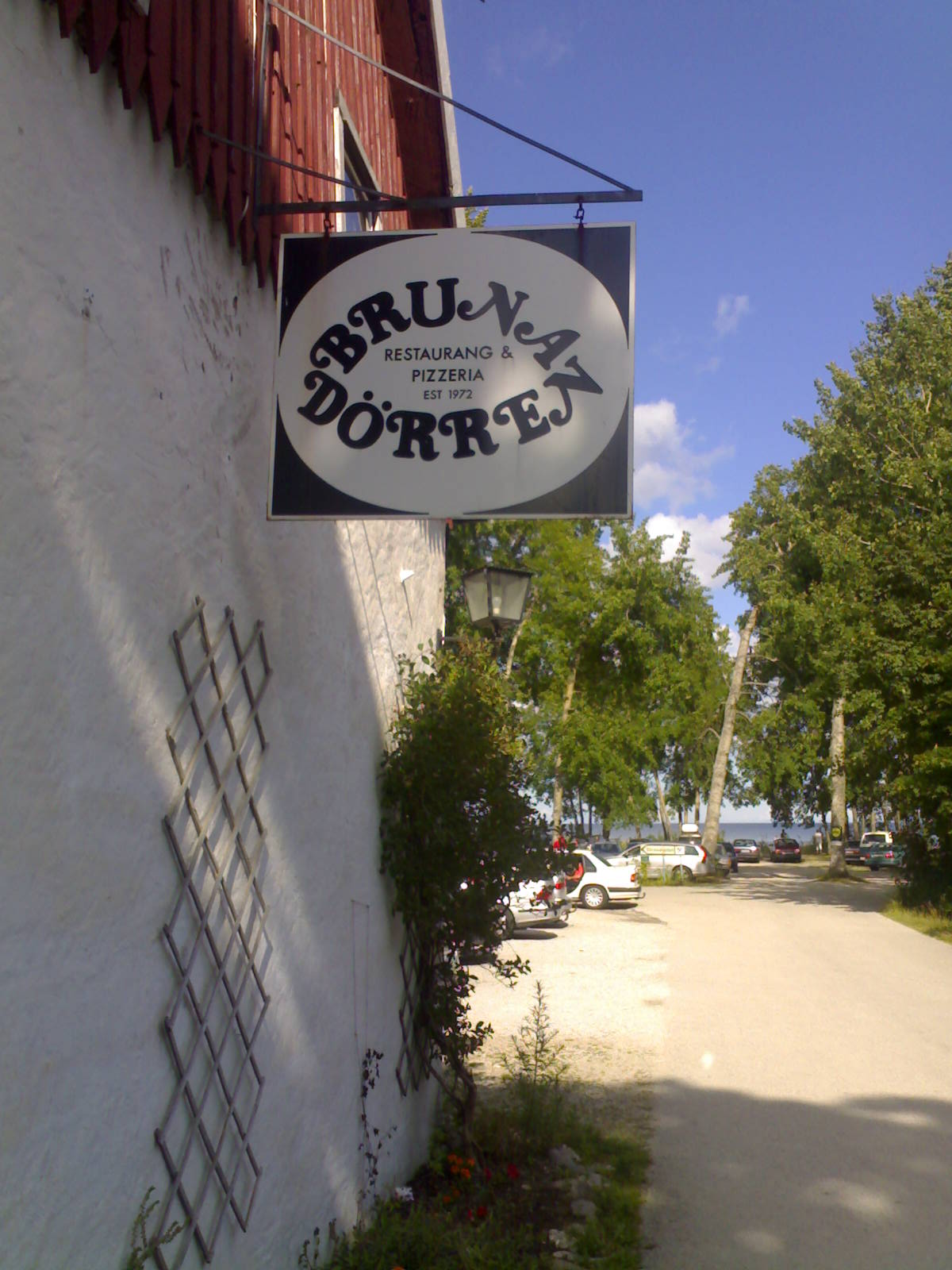
Restaurang och pizzeria Bruna dörren.
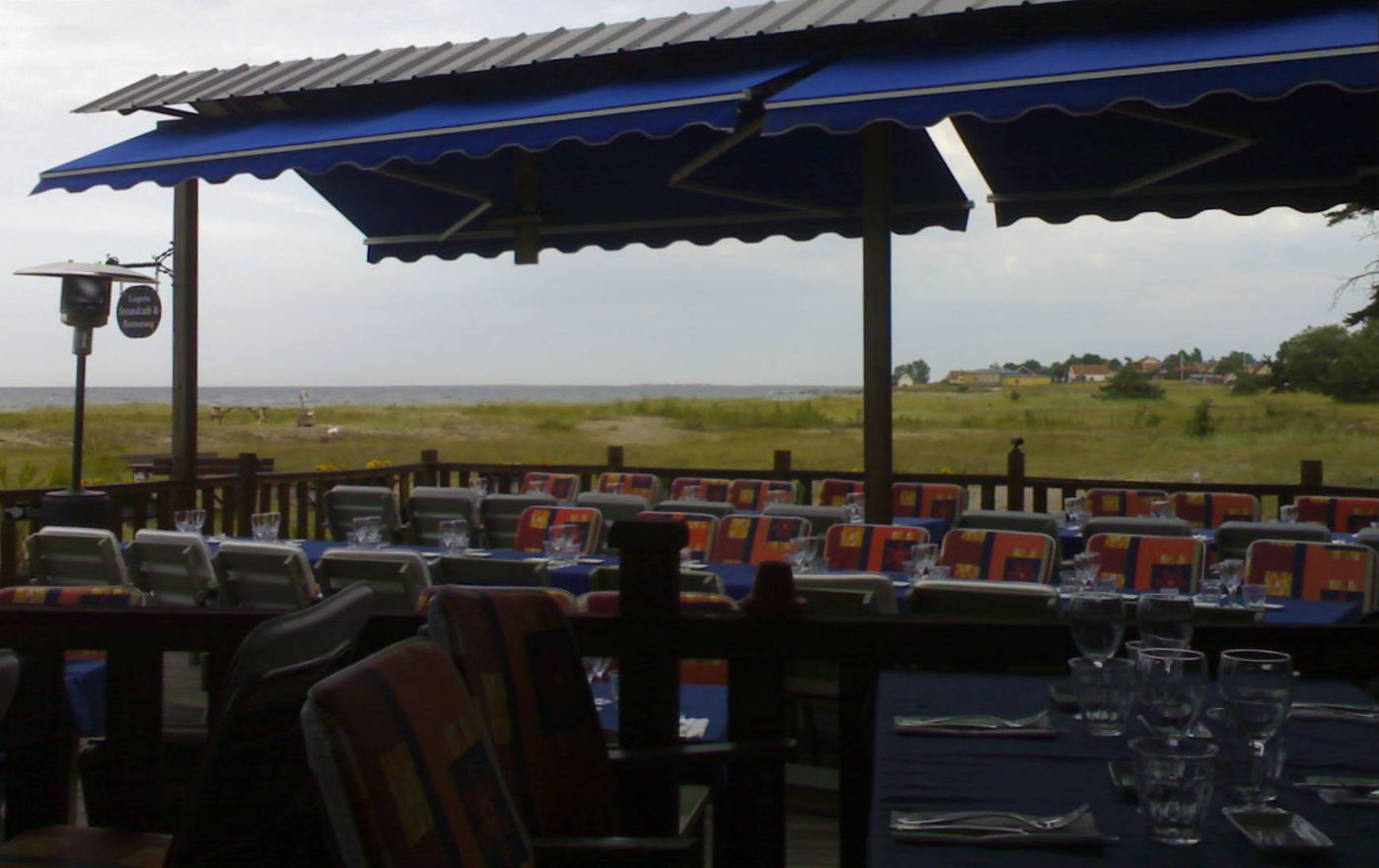
Ljugarns strandcafé.